# Precis laodice
Precis laodice är en fjärilsart som beskrevs av Pieter Cramer 1779. Precis laodice ingår i släktet Precis och familjen praktfjärilar. Inga underarter finns listade i Catalogue of Life.